# Craig Green
Craig Green (Londen, 1986) is een Britse modeontwerper. Hij ontwerpt sinds zijn afstuderen in 2012 voor zijn eigen label Craig Green.

## Biografie
Na zijn bachelor studie, waarin hij stage liep bij Topman, vervolgde Green zijn opleiding fashion design aan Central Saint Martins College of Art and Design te Londen, een masteropleiding onder leiding van Louise Wilson.
Voor de herfst / winter 2013 presenteerde Green zijn eerste collectie. Deze presentatie was onderdeel van een Topman / Fashion East-initiatief, georganiseerd door het London Collections Men-evenement van de British Fashion Council. Hoewel zijn werk op grote schaal werd geprezen door de modepers, werden zijn ontwerpen door Engelse tabloids belachelijk gemaakt. Zijn debuutcollectie werd zelfs bespot op de nationale televisie door de David Gandy. Desondanks kwam Green terug met zijn eerste eerste solo-catwalkpresentatie voor lente-zomer 2014, wat leidde tot een nog bredere erkenning van invloedrijke retailers zoals Comme des Garçons, die Green toeliet zijn werk te presenteren in de etalage van hun Londense winkel Dover Street Market.
Greens werk, hoewel oorspronkelijk ontworpen als herenkleding, staat bekend om zijn uniseks- en genderneutrale kwaliteiten. Na te hebben begrepen dat vrouwen ook zijn kleding droegen, nam de ontwerper vrouwelijke modellen op in zijn catwalkshows. Dit werd door The Guardian in 2015 opgemerkt als een commercieel slimme beslissing die eerder eerbiedig dan cynisch aanvoelde.
In 2014 won Craig Green de British Fashion Award voor Emerging Menswear Designer. 
In februari 2016 werkte Green samen met het ondergoedmerk Björn Borg uit Stockholm om hun assortiment uit te breiden met atletische vrijetijdskleding. Een jaar later in 2017 kwam daar een samenwerking met modemerk Moncler bij.

## Onderscheidingen
- 2018: British Fashion Award - British Menswear Designer
- 2017: British Fashion Award - British Menswear Designer
- 2016: British Fashion Council / GQ Designer Menswear Fund
- 2016: British Fashion Award - British Menswear Designer
- 2014: British Fashion Award - Emerging Menswear Designer